# 대덕군·연기군 (1963년 선거구)
대덕군·연기군은 대한민국의 옛 국회의원 선거구이다. 당시 충청남도 대덕군과 연기군 지역을 관할했다.

## 역사
제6대 국회의원 선거를 앞두고 대덕군, 연기군 선거구가 통합되면서 신설되었다.
제9대 국회의원 선거를 앞두고 금산군 선거구와 통합되며 금산군·대덕군·연기군 선거구를 형성하게 되면서 폐지되었다.

## 역대 국회의원
| 선거   | 정당 | 정당       | 의원   |
| ------ | ---- | ---------- | ------ |
| 1963년 |      | 민주공화당 | 김용태 |
| 1967년 |      | 민주공화당 | 김용태 |
| 1971년 |      | 민주공화당 | 김제원 |

## 역대 선거 결과

### 대한민국 제6대 국회의원 선거
|  | 43.13% |

|  | 21.93% |

|  | 13.37% |

|  | 8.82% |

|  | 4.64% |

|  | 2.35% |

|  | 2.22% |

|  | 1.97% |

|  | 1.52% |

### 대한민국 제7대 국회의원 선거
|  | 65.87% |

|  | 32.07% |

|  | 0.83% |

|  | 0.76% |

|  | 0.45% |

### 대한민국 제8대 국회의원 선거
|  | 67.88% |

|  | 31.21% |

|  | 0.64% |

|  | 0.24% |